# Arawacus
Arawacus is een geslacht van vlinders van de familie Lycaenidae, uit de onderfamilie Theclinae.

## Soorten
- A. aetolus (Sulzer, 1776)
- A. binangula (Schaus, 1902)
- A. dolylas (Cramer, 1779)
- A. dumenilii (Godart, 1824)
- A. ellida (Hewitson, 1867)
- A. euptychia (Draudt, 1920)
- A. hypocritus (Schaus, 1913)
- A. leucogyna (Felder & Felder, 1865)
- A. linus (Fabricius, 1777)
- A. meliboeus (Fabricius, 1793)
- A. sito (Boisduval, 1836)
- A. tadita (Hewitson, 1877)
- A. tarania (Hewitson, 1868)
- A. togarna (Hewitson, 1867)